# Équipe de Namibie de football à la Coupe d'Afrique des nations 2023
L’équipe de Namibie de football participe à la Coupe d'Afrique 2023 organisée en Côte d'Ivoire du 13 janvier au 11 février 2024. Il s'agit de la quatrième participation des Brave Warriors entraînés par Collin Benjamin. Ils sont éliminés en huitième de finale par l'Angola (3-0).

## Qualifications
La Namibie est placée dans le groupe C des qualifications qui se déroulent de juin 2022 à septembre 2023. Le Kenya est exclu de ce groupe avant la première journée en raison d'ingérences politiques. La Namibie se qualifie en prenant la deuxième place du groupe.
| Rang | Équipe   | Pts | J | G | N | P | Bp | Bc | Diff |  | Résultats (▼ dom., ► ext.) |      |      |      |      |
| ---- | -------- | --- | - | - | - | - | -- | -- | ---- |  | -------------------------- | ---- | ---- | ---- | ---- |
| 1    | Cameroun | 7   | 4 | 2 | 1 | 1 | 6  | 3  | +3   |  | Cameroun                   |      | 1-1  | 3-0  | Ann. |
| 2    | Namibie  | 5   | 4 | 1 | 2 | 1 | 6  | 6  | 0    |  | Namibie                    | 2-1  |      | 1-1  | Ann. |
| 3    | Burundi  | 4   | 4 | 1 | 1 | 2 | 4  | 7  | -3   |  | Burundi                    | 0-1  | 3-2  |      | Ann. |
| 4    | Kenya    | 0   | 0 | 0 | 0 | 0 | 0  | 0  | 0    |  | Kenya                      | Ann. | Ann. | Ann. |      |

## Résultats
| 1re journée             | Namibie             | 1 - 1   | Burundi                             |                                                             |                                                             |
| 4 juin 2022 15:00 UTC+2 | Shalulile 10e       | (1 - 0) | 88e Bimenyimana                     | Orlando Stadium, Johannesbourg Arbitrage : Thulani Sibandze | Orlando Stadium, Johannesbourg Arbitrage : Thulani Sibandze |
| 4 juin 2022 15:00 UTC+2 | Charles Hambira 61e |         | 90+4e Amissi · 46e, 89e Bimenyimana | Orlando Stadium, Johannesbourg Arbitrage : Thulani Sibandze | Orlando Stadium, Johannesbourg Arbitrage : Thulani Sibandze |

| 3e journée               | Cameroun        | 1 - 1   | Namibie                                                    |                                                          |                                                          |
| 24 mars 2023 21:30 UTC+1 | Kemen 72e       | (0 - 1) | 26e Shalulile                                              | Stade Ahmadou-Ahidjo, Yaoundé Arbitrage : Redouane Jiyed | Stade Ahmadou-Ahidjo, Yaoundé Arbitrage : Redouane Jiyed |
| 24 mars 2023 21:30 UTC+1 | Castelletto 62e |         | 25e Fredericks · 45+4e Iimbondi · 75e Hoaseb · 89e Kazapua | Stade Ahmadou-Ahidjo, Yaoundé Arbitrage : Redouane Jiyed | Stade Ahmadou-Ahidjo, Yaoundé Arbitrage : Redouane Jiyed |

| 4e journée               | Namibie                      | 2 - 1   | Cameroun        |                                                                 |                                                                 |
| 28 mars 2023 15:00 UTC+2 | Shalulile 55e · Iimbondi 79e | (0 - 0) | 90+1e Aboubakar | Dobsonville Stadium, Johannesbourg Arbitrage : Patrice Milazare | Dobsonville Stadium, Johannesbourg Arbitrage : Patrice Milazare |
| 28 mars 2023 15:00 UTC+2 | Katua 29e · Kazapua 86e      |         |                 | Dobsonville Stadium, Johannesbourg Arbitrage : Patrice Milazare | Dobsonville Stadium, Johannesbourg Arbitrage : Patrice Milazare |

| 5e journée               | Burundi                                       | 3 - 2                         | Namibie                    |                                                                         |                                                                         |
| 20 juin 2023 16:00 UTC+2 | Bigirimana 1re · Bimenyimana 9e · Shabani 19e | (3 - 1)                       | 41e Shalulile · 85e Rudath | Benjamin Mkapa National Stadium, Dar es Salam Arbitrage : Boubou Traoré | Benjamin Mkapa National Stadium, Dar es Salam Arbitrage : Boubou Traoré |
| 20 juin 2023 16:00 UTC+2 |                                               | 37e Fredericks · 66e Amutenya |                            | Benjamin Mkapa National Stadium, Dar es Salam Arbitrage : Boubou Traoré | Benjamin Mkapa National Stadium, Dar es Salam Arbitrage : Boubou Traoré |

## Compétition

### Tirage au sort
Le tirage au sort de la CAN 2023 est effectué le 12 octobre 2023 au Parc des expositions d’Abidjan. La Namibie, 114e nation au classement FIFA, est placée dans le chapeau 4. Le tirage place les Brave Warriors dans le groupe E, avec la Tunisie (chapeau 1, 29e au classement FIFA), le Mali (chapeau 2, 49e) et l'Afrique du Sud (chapeau 3, 65e).

### Phase de poules
| Rang | Équipe         | Pts | J | G | N | P | Bp | Bc | Diff |
| ---- | -------------- | --- | - | - | - | - | -- | -- | ---- |
| 1    | Mali           | 5   | 3 | 1 | 2 | 0 | 3  | 1  | +2   |
| 2    | Afrique du Sud | 4   | 3 | 1 | 1 | 1 | 4  | 2  | +2   |
| 3    | Namibie        | 4   | 3 | 1 | 1 | 1 | 1  | 4  | -3   |
| 4    | Tunisie        | 2   | 3 | 0 | 2 | 1 | 1  | 2  | -1   |

| 1re journée           | Tunisie | 0 - 1   | Namibie   | Stade Amadou Gon Coulibaly, Korhogo |             |
| 16 janvier 2024 17h00 |         | (0 - 0) | 88e Hotto | Arbitrage :                         | Arbitrage : |

| 2e journée            | Afrique du Sud                              | 4 - 0   | Namibie | Stade Amadou Gon Coulibaly, Korhogo |                           |
| 21 janvier 2024 20h00 | Tau 14e (pen.) · Zwane 25e 40e · Maseko 75e | (3 - 0) |         | Arbitrage : Youcef Gamouh           | Arbitrage : Youcef Gamouh |
| 21 janvier 2024 20h00 | Sithole 55e                                 | Rapport |         | Arbitrage : Youcef Gamouh           | Arbitrage : Youcef Gamouh |

| 3e journée            | Namibie     | 0 - 0   | Mali | Stade Laurent Pokou, San-Pédro |                             |
| 24 janvier 2024 17h00 |             | (0 - 0) |      | Arbitrage : Samuel Uwikunda    | Arbitrage : Samuel Uwikunda |
| 24 janvier 2024 17h00 | Hotto 45+5e | Rapport |      | Arbitrage : Samuel Uwikunda    | Arbitrage : Samuel Uwikunda |

### Phase à élimination directe
| Huitième de finale    | Angola                      | 3 - 0   | Namibie                          | Stade de Bouaké, Bouaké                       |                                               |
| 27 janvier 2024 17h00 | Dala 38e 42e · Mabululu 66e | (2 - 0) |                                  | Spectateurs : 28 663 Arbitrage : Dahane Beida | Spectateurs : 28 663 Arbitrage : Dahane Beida |
| 27 janvier 2024 17h00 | Neblú 17e                   | Rapport | 14e, 40e Haukongo · 63e Limbondi | Spectateurs : 28 663 Arbitrage : Dahane Beida | Spectateurs : 28 663 Arbitrage : Dahane Beida |

### Statistiques

#### Buteurs
| Buts | Joueurs    | Adversaires |
| ---- | ---------- | ----------- |
| 1    | Deon Hotto | Tunisie (1) |